# Soto (apellido)
Soto es un apellido oriundo de España. Tiene un origen toponímico, procedente del término castellano "soto" del Latín saltus: Lugar de riberas, poblado de árboles y arbustos.

## Descripción del escudo de armas
En campo de azur, un águila exployada, palada de cuatro piezas de oro y gules; bordura de gules, con ocho candados abiertos de sable.

## El apellido en la actualidad
- Según datos del Servicio de Registro Civil e Identificación de Chile (2008), es el 6º apellido más común en dicho país.[2]